# Університет Бен-Гуріона
Неґевський університет (імені) Бен-Гуріона (івр. אוניברסיטת בן גוריון בנגב) — публічний університет, розташований у місті Беер-Шева (Ізраїль), що також має кампус у місті Ейлат та науково-дослідницькі структури в кібуці Сде-Бокер у пустелі Негев.
Університет був заснований в 1969 році та відкритий у 1971-му. Під керівництвом університету також знаходяться кілька коледжів, таких як Коледж Пінхаса Сапіра, Беер-Шевський інженерний коледж та інші. В університеті вчаться 15 тис. студентів.
Університет складається з чотирьох факультетів — природничо-наукового, інженерного, медичного і гуманітарного, а також школи бізнесу, Біотехологічного інституту, Інституту прикладних досліджень, Інституту дослідження пустелі (та, у його складі, Національного центру сонячної енергії), Інституту Крайтмана передових наукових досліджень, Інституту спадщини Бен-Гуріона.